# Мілтон Еріксон
Мілтон Гайленд Еріксон (англ. Milton Hyland Erickson; 5 грудня 1901, Аурум, Невада — 25 березня 1980, Фінікс, Аризона) — доктор медицини, американський психіатр та психотерапевт, спеціаліст в області медичного гіпнозу. Засновник та перший президент Американського Товариства клінічного гіпнозу (American Society for Clinical Hypnosis), науковий співробітник Американської психіатричної асоціації (American Psychiatric Association), Американської психологічної асоціації (American Psychological Association), а також Американської психопатологічної асоціації (American Psychopathological Association), член Американської Асоціації психіатрів.
Еріксон отримав світове визнання як видатний психотерапевт-практик. Його підхід до змінених станів свідомості ліг в основу цілих напрямків, нині відомих як Еріксонівський гіпноз, або терапія, яка дає швидкий довгостроковий результат. Одним з головних її елементів були «навчальні історії». Вони являють собою прекрасні приклади мистецтва непрямого переконання.
Його психотерапевтична модель була взята за основу нейролінгвістичного програмування

## Молоді роки
У дитинстві, у віці сімнадцяти років, Еріксон перший раз захворів на поліомієліт. Лікарі, яких було запрошено з Чикаго для огляду хлопця, сказали батькам, що він не доживе й до ранку. Молодий Еріксон чув цю розмову, а коли мати увійшла до його кімнати, попросив її пересунути величезну скриню, щоб та була повернута іншим боком по відношенню до його ліжка. Мати пересувала скриню доти, доки вона не зайняла положення, якого добивався хлопчик. Насправді йому просто хотілося побачити захід сонця перед смертю. Еріксон побачив його лише на половину, після чого лише на три дні знепритомнів.
Коли Мілтон лежав паралізований та прикутий до ліжка, через свою хворобу, він міг лише ворушити очима та чути. Щоб якось себе розважити, він почав спостерігати за людьми, які його оточували (сім сестер, брат, двоє батьків та доглядальниця). На їх прикладі Еріксон став вивчати невербальну мову та мову рухів тіла.
Також він спостерігав за однорічною молодшою сестрою, яка тільки вчилася вставати, а потім ходити, як вона намагалася переносити вагу свого тіла, щоб навчитися контролювати його рухи. Пізніше, концентруючись на цих спогадах, Еріксон намагався відновити контроль над своїм тілом, щоб знову могти розмовляти та ворушити руками. Все ще не спроможний ходити, він один вирушив у подорож довжиною тисяча миль на каное, всього з кількома доларами. Після такої виснажливої подорожі Мілтон зміг ходити з палицею. Цей досвід посприяв включенню методу «випробування» до психотерапевтичного контексту його «навчальних історій».
Еріксон був дуже завзятим студентом-медиком, який дуже цікавився психіатрією. Він отримав ступінь з психології, коли ще тільки навчався на медичному факультеті.

## Психотерапевтична практика
У 1936 році він написав статтю, в якій виклав результати свого експерименту з тестом словесних асоціацій, суть якого полягає в тому, що людина несвідомо дає асоціативний зв'язок на стимульоване слово тими словами, які описують її проблему. Наприклад, на стимульоване слово «живіт» випробувана дала такі слова: великий, неспокій, немовля, боятися, операція, хвороба, забуто. І це була інформація про її небажану вагітність, яку вона не пам'ятала. Використовуючи деяку зворотну логіку, Еріксон зрозумів, що психотерапевт міг би звернути весь процес і послати замасковане повідомлення пацієнтові у вигляді розповіді. Саме тоді у нього виникла ідея створення особливої мови гіпнозу, в якій навіювання здійснюється м'яко, без насильства минаючи свідомість пацієнта. Складовими цієї гіпнотичної мови є поетичність і образність, різноплановість інформації, що подається для свідомості й підсвідомості, повага та дбайливе ставлення до бажань пацієнта.
Ідеї Еріксона були оцінені вченими різних країн і зараз ці ідеї та методи починають домінувати в сучасній психотерапії.
Найширші можливості відкриває Еріксонівський гіпноз в психотерапевтичній медицині. Звичайні психотехніки підвищують свою ефективність у багато разів, якщо вони проведені в стані трансу. Це стає можливим тому, що в такому стані відсутня контролююча роль свідомості, гальмується або навіть блокується цей процес. Ґрунтуючись на цьому феномені, стає можливим працювати з психосоматичними розладами, в основі яких лежить важкий невротичний розлад, і з якими в нормальному стані свідомості хворий просто не в силах впоратися. Стан трансу дає можливість вибірково працювати зі здоровими прошарками психіки, не зачіпаючи пошкоджені, тим самим поступово «вирощуючи» необхідні ресурси здоров'я. Використання гіпнозу як підсилювача терапевтичної дії допомагає лікарю працювати в багато разів ефективніше.
Еріксон хоче донести до нас дві думки. Перша — це те, що транс є щось буденне, випробуване всіма нами. Друга — це те, що транс є екзотичне, чарівливе переживання.
Відомим фактом є те, що через хворобу Еріксон не міг розрізняти кольори (він страждав від колірної сліпоти), був глухий до змін частот звуку та позбавлений відчуття ритму. Але під час своїх сеансів психотерапії він чудово впливав на всі відчуття пацієнтів для посилення ефекту від розповідей та гіпнозу.
Будь-яка проблема зачіпає як минуле, так і майбутнє. Еріксон чудово розуміє, що якщо ви викорените минуле та зміните майбутнє, то на дві третини проблему буде вирішено.
По мірі того, як Мілтон Еріксон наближався до свого вісімдесятиріччя, він отримував все більше визнання, а його методи та підходи допомагали все більшій кількості людей. Звісно, в колах професійних гіпнологів Еріксон давно був визнаним лідером. Він був головним редактором Журналу Американського товариства клінічного гіпнозу. У п'ятдесяті роки написав статтю про гіпноз до Британської енциклопедії. Професіонали доволі часто зверталися до нього за консультаціями з питань змінених станів свідомості.
У 60-і роки він гіпнотизував Олдоса Хакслі та співпрацював із ним у досліджені змінених станів свідомості. У 40-х роках про роботу Еріксона писав журнал «Лайф».
«Навчальні історії» — це розповіді котрі Еріксон упродовж багатьох років розповідав своїм пацієнтам та студентам. В останні шість років свого життя він майже щодня проводив заняття з групою психотерапевтів. Ці тренінги тривали впродовж чотирьох-п'яти годин без перерви та, поговоривши про гіпноз, психотерапію й життя, Еріксон обов'язково звертався до своїх історій.

## Особисте життя
Перший раз Еріксон одружився зі своєю колегою, теж психотерапевтом, але цей шлюб довго не протримався. Вдруге одружився з жінкою на ім'я Беті та прожив із нею до кінця життя.
Мілтон Еріксон помер у березні 1980 р. у віці 78, залишивши чотирьох синів, чотири доньки, велику спадщину в області психології, психіатрії, психотерапії, гіпнотерапії, педагогіки та комунікації.
Після смерті його тіло було піддано кремації, а попіл розвіяний з вершини гори.
На панахиді виступили четверо — Джефрі Зейг, Роберт Пірсон, Кей Томпсон та Ернст Росі.

## Методи
Ернст Росі, співавтор Еріксона по книгах «Гіпнотичні реальності» та «Гіпнотерапія», розглядаючи Еріксонівські методи наведення опосередкованого (непрямого) навіювання, виділяє п'ять стадій цього процесу:
1) фіксація уваги;
2) нейтралізація звичних стереотипів та системи поглядів;
3) несвідомий пошук;
4) несвідомий процес;
5) гіпнотична реакція.
Кожна наступна стадія витікає з попередньої.
Вони обидва називали це «утилітарним підходом до гіпнотерапії». У вищезгаданих книгах, а також у роботі Вацлавіка «Зміна і мова змін» можна знайти обговорення того, що взаємодія в Еріксона головним чином спрямована на праву півкулю, тобто головним чином на співпрацю з емоціями, просторовістю та образністю сприйняття.
Джефрі Зейг у книзі «Навчальні семінари Мілтона Еріксона» виділяє деякі переваги використання розповідей у психотерапії:
1) Розповіді не містять загрози;
2) Історії приємно слухати;
3) Вони стимулюють незалежність: слухач повинен сам збагнути сенс розповіді, а потім дійти власного висновку або дій;
4) Історії можна використовувати, щоб оминути природний опір змінам;
5) Розповіді можна використовувати для контролю взаємовідносин;
6) Історії формують рушійну модель;
7) Вони можуть призвести до загубленості та загострити чуттєвість до навіювання;
8) Розповіді стимулюють пам'ять — «вони роблять запропоновану думку такою, щоб вона легше запам'ятовувалася».
Одним із найважливіших та корисних підходів Еріксона можна назвати «читанням думок». Уважно спостерігаючи за пацієнтом та віддзеркалюючи його поведінку й реакції, Еріксон дає йому зрозуміти, що насправді знає його та читає його думки. Таке «знання» веде до близьких довірчих відносин між психотерапевтом та пацієнтом.
Спілкування — дуже складна річ. Вираз нашого обличчя, очей, те, як ми тримаємо своє тіло та ворушимо ним, як ворушимо руками, ногами й головою й так далі, рухи окремих м'язів — усе це видає масу інформації. Еріксон добре зчитував цей потік невербальної інформації, а в пацієнта складалося враження, що його думки і справді читають.
Мілтон Еріксон написав кілька книг, найвідомішою з яких є книга «Мій голос залишиться з вами», яка по суті являє собою збірку психотерапевтичних історій. Широко відомі й деякі інші книги — «Стратегія психотерапії» і «Людина з лютого. Гіпнотерапії і розвиток самосвідомості особистості», написана спільно з Е. Росі, а також «Гіпнотичні реальності: Наведення клінічного гіпнозу і форми непрямого навіювання».